# الحمیله
الحمیله یک منطقهٔ مسکونی در قطر است که در شهرداری الریان واقع شده‌است. الحمیله ۶٫۲ کیلومتر مربع مساحت دارد.